# Apebusu rubriventris
Apebusu rubriventris är en skalbaggsart som beskrevs av Martins och Maria Helena M. Galileo 2004. Apebusu rubriventris ingår i släktet Apebusu och familjen långhorningar.
Artens utbredningsområde är Costa Rica. Inga underarter finns listade i Catalogue of Life.